# Nino Randazzo
Nino Randazzo (Leni, 22 luglio 1932 – Melbourne, 10 luglio 2019) è stato un politico italiano naturalizzato australiano.

## Biografia
Nato nelle isole Eolie ed emigrato in Australia nel 1952. Nella gioventù è stato membro, a Melbourne, dell'anticomunista Partito Democratico del Lavoro (Democratic Labor Party, DLP) e fu candidato dalla sua formazione politica all'elezione parlamentare del 1964. In seguito fu editore del quotidiano in lingua italiana di Melbourne Il Globo.
Randazzo è stato eletto al Senato della Repubblica Italiana nelle elezioni politiche del 2006 nella ripartizione Africa, Asia, Oceania e Antartide della circoscrizione Estero tra le file della coalizione di centro-sinistra L'Unione. Nel 2008 è stato rieletto con il Partito Democratico.
Ha dichiarato al Financial Times che Silvio Berlusconi gli offrì una sicura rielezione e un posto da viceministro degli Esteri in cambio di un voto contro Romano Prodi nel corso del dibattito sulla finanziaria, tutto ciò dopo che era stato verificato dal suo conto corrente di essere il Senatore "più povero" in Parlamento, tuttavia Randazzo respinse l'offerta. Per questa vicenda Silvio Berlusconi è stato indagato per corruzione.